# Lector láser de discos

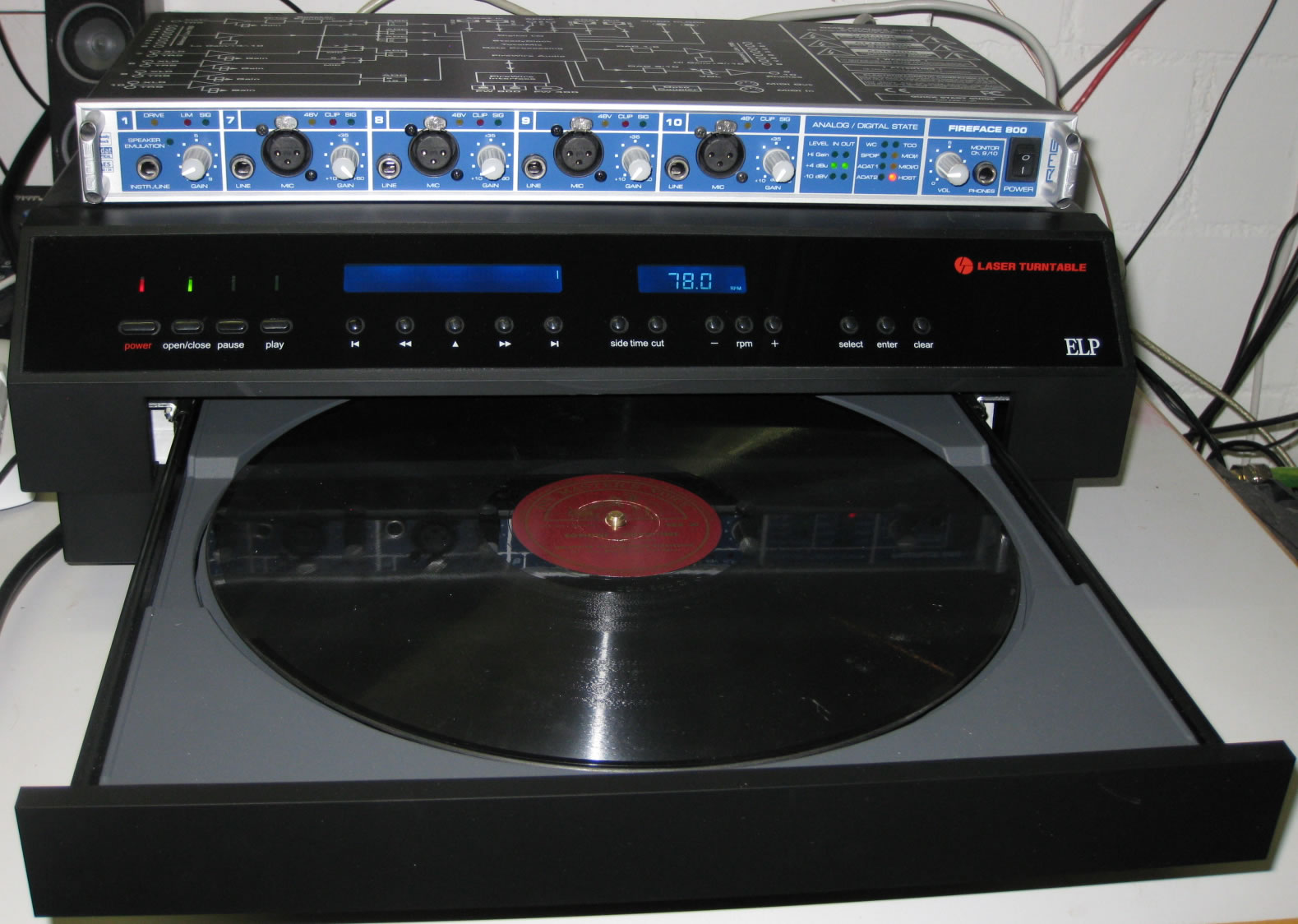
Lector láser de discos.

Un lector láser de discos es un sistema de reproducción del sonido. A partir de 1990, en plena era digital, comenzaron a comercializarse los lectores láser para discos de vinilo. Estos equipos emplean dos haces de láser. Cada uno de ellos lee de forma independiente la información de una de las paredes del surco. Luego ambas lecturas se integran.

## Introducción general
- Este sistema tiene grandes ventajas:
  - La lectura óptica permite incorporar funciones más avanzadas que las de los tradicionales tocadiscos. Como en los discos compactos (CD), se puede elegir la pista, repetirla, hacer una pausa en la reproducción, etc.
  - Los equipos incorporan circuitos de cancelación de errores que puede solucionar problemas de audio debido a las ralladuras en los discos. Con el tocadiscos tradicional, un disco rayado es un disco acabado, al menos. Si no se desecha, la canción rayada se ha perdido.
  - Si se elimina la aguja, se eliminan todos los inconvenientes que ésta tiene asociados, principalmente:
    - El desgaste del disco por la fricción continua.
    - El ruido de arrastre.
    - La resonancia de baja frecuencia producida por el conjunto brazo-cápsula fonocaptora. La reproducción mecánica genera una frecuencia determinada que puede impedir incluso que la aguja entre en contacto con el surco, con lo que no hay sonido. Para evitarlo, con los equipos convencionales, la frecuencia de resonancia del equipo debe estar entre los 10 a 15 Hz.

- Los reproductores láser, también tiene grandes inconvenientes:
  - El láser no elimina el polvo del surco, por lo que para una correcta reproducción, el disco debe ser limpiado previamente.
  - La anchura del haz del láser crea distorsión a la hora de leer señales a altas frecuencias o de grandes amplitudes.
  - Alto coste. Los precios de estos equipos pueden llegar a ser prohibitivos y su adquisición, por lo general, solo es posible para el campo profesional (emisoras de radio que quieren obtener rentabilidad de sus discotecas).

## Historia
William K. Heine presentó una ponencia titulada "A Laser Scanning Phonograph Record Player" en la 57.ª convención de la Audio Engineering Society (AES) celebrada en mayo de 1977. La ponencia detalla un método desarrollado por Heine que emplea un único láser de helio-neón de 2,2 mW para rastrear el surco de un disco y reproducir el audio estéreo de un fonógrafo en tiempo real. El prototipo, en desarrollo desde 1972, recibió el nombre de "LASERPHONE", y el 16 de noviembre de 1976 se le concedió la patente estadounidense 3.992.593 por los métodos que utilizaba para la reproducción. Heine concluía en su artículo que esperaba que su trabajo aumentara el interés por el uso del láser para la reproducción fonográfica.

## Final
Cuatro años más tarde, en 1981, Robert S. Reis, estudiante de ingeniería en la Universidad de Stanford, escribió su tesis de máster sobre "Un tocadiscos óptico". En 1983, junto con otro ingeniero eléctrico de Stanford, Robert E. Stoddard, fundó Finial Technology para desarrollar y comercializar un tocadiscos láser, y recaudó 7 millones de dólares en capital riesgo. En 1984, el experto en servocontrol Robert N. Stark se unió al proyecto.
En la Feria de Electrónica de Consumo (CES) de 1984 se presentó una maqueta que no funcionaba del giradiscos Finial propuesto, lo que generó mucho interés y bastante misterio, ya que las patentes aún no se habían concedido y los detalles debían mantenerse en secreto. El primer modelo funcional, el Finial LT-1 (Laser Turntable-1), se completó a tiempo para el CES de 1986. El prototipo reveló un interesante defecto de los giradiscos láser: son tan precisos que "tocan" cada partícula de suciedad y polvo del disco, en lugar de apartarlas como haría una aguja convencional. La captación láser sin contacto tiene la ventaja de eliminar el desgaste del disco, el ruido de seguimiento, el rumor del giradiscos y la retroalimentación de los altavoces, pero el sonido sigue siendo el de un giradiscos LP en lugar de un Compact Disc. El precio de venta previsto era de 2.500 dólares (más tarde subió a 3.786 dólares en 1988), lo que limitaba el mercado potencial a los profesionales (bibliotecas, emisoras de radio y archiveros) y a unos pocos audiófilos adinerados.
El giradiscos Finial nunca llegó a fabricarse. Después de que Finial mostrara unos cuantos prototipos construidos a mano (y quisquillosos), los retrasos en el utillaje, la falta de disponibilidad de componentes (en la época anterior a los láseres baratos), los errores de marketing y los elevados costes de desarrollo fueron retrasando la fecha de lanzamiento. El largo desarrollo del tocadiscos láser coincidió exactamente con dos acontecimientos importantes: la recesión de principios de los 80 y la introducción del disco compacto digital, que pronto empezó a inundar el mercado a precios comparables a los de los discos de vinilo (con reproductores de CD de unos 300 dólares). Las ventas de discos de vinilo se desplomaron y muchos fabricantes de tocadiscos quebraron.

## ELP
Finalmente, a finales de 1989, tras casi siete años de investigación, los inversores de Finial redujeron sus pérdidas y liquidaron la empresa, vendiendo las patentes al fabricante japonés de giradiscos BSR, que se convirtió en CTI Japan, que a su vez creó ELP Japan para continuar con el desarrollo del giradiscos "superaudiófilo". Tras ocho años más de desarrollo, el giradiscos láser se puso finalmente a la venta en 1997 -veinte años después de la propuesta inicial- como ELP LT-1XA Laser Turntable, con un precio de catálogo de 20.500 dólares (en 2003 se rebajó a 10.500 dólares). El giradiscos, que utiliza dos láseres para leer el surco y tres más para colocar el cabezal, permite variar la profundidad de lectura del surco, lo que posiblemente evita el desgaste del disco. Sin embargo, no lee discos de vinilo transparentes o de color. ELP vende directamente a los consumidores tocadiscos láser hechos a medida en dos versiones (LT-basic y LT-master), con un coste aproximado (no publicado) de 16.000 dólares para el modelo básico.

## Optora
En mayo de 2018, Almedio de Japón, un fabricante de unidades informáticas, presentó el tocadiscos óptico (láser) Optora ORP-1 en la feria de audio HIGH END de Múnich. La empresa proporcionó pocos detalles porque, al igual que la presentación del giradiscos Finial en 1984, el Optora era una maqueta que no funcionaba. Los representantes de la empresa indicaron que el giradiscos utilizaría cinco láseres y sería accionado por correa, como el ELP. Sin embargo, tras producir algunos materiales promocionales (borrados desde entonces), nunca se anunció un precio y el Optora no ha salido al mercado. El sitio web de la empresa dedicado al tocadiscos ha sido eliminado.

## Escaneado óptico de discos
Una tecnología similar consiste en escanear o fotografiar los surcos del disco y luego reconstruir el sonido a partir de la modulación del surco revelada por la imagen. Entre los grupos de investigación que han desarrollado esta tecnología figuran:
- IRENE, desarrollado por los físicos Carl Haber y Vitaliy Fadeyev, del Laboratorio Nacional Lawrence Berkeley.[15] Instalado en la Biblioteca del Congreso a finales de 2006, IRENE (por Image, Reconstruct, Erase Noise, Etc.)[16] utiliza una cámara que gira alrededor del disco y toma fotografías detalladas de los surcos. A continuación, un programa informático utiliza las imágenes digitales para reconstruir el sonido.[17] En 2018 el sistema se utilizó para reproducir, por primera vez, la única grabación conocida de la voz de Alexander Graham Bell. IRENE suele producir una gran cantidad de siseos con la grabación, pero es muy capaz de eliminar chasquidos y chasquidos producidos por imperfecciones en la superficie del disco.[18]

- Sistema SAPHIR desarrollado en el INA en 2002 (patentado en Francia en 2004).[19]

- VisualAudio desarrollado por los Archivos Nacionales Suizos del Sonido y la Escuela de Ingeniería y Arquitectura de Friburgo.

- Científicos japoneses de la Universidad de Hokkaido desarrollaron en 1986 un método de reflexión de rayos láser para leer grabaciones de audio en lengua ainu realizadas en frágiles cilindros de cera.[20]